# اشکهانی
اشکهانی یا اشگهانیه در پهلوی این واژه به معنی تنبلی و دیو تنبلی به کار رفته‌است. در اندرز دستوران به بهدینان هست که مردمان را هر روز سه دروغ پیش آید که یکی از آن سه اشگهانیه است و باید با رفتن به آتشکده و نیایش آتش به دفع آن کوشید. در شعر فارسی این واژه به مفهوم تنبل و به صورت اژگهن بارها به کار رفته‌است.